# Рошано
Роша̀но (на италиански: Rosciano) е малко градче и община в Южна Италия, провинция Пескара, регион Абруцо. Разположено е на 253 m надморска височина. Населението на общината е 3597 души (към 2010 г.).
В общинската територия се намира село Вила Бадеса (Villa Badessa, на арбърешки: Badhesa, Бадеса), където живее албанско общество, наречено арбъреши. Те са се заселили в този район между XV и XVIII век като бежанци от османското владичество. Община Рошано е затова част от етнографическия район Арберия, единствената община в регион Абруцо.